# Strefa przyległa
Strefa przyległa (morski pas przyległy, ang. contiguous zone) - pojęcie z zakresu prawa morza odnoszące się do obszaru morskiego przylegającego do zewnętrznej granicy morza terytorialnego, na którym państwo nadbrzeżne ma kontrolę w odniesieniu do obcych statków, w ściśle określonych dziedzinach i zakresie.
Praktyka rozciągania przez państwa nadbrzeżne swych uprawnień poza obszar morza terytorialnego wykształciła się na przełomie XVIII i XIX wieku. Uregulowaniem tego zjawiska zajęła się III Konferencja Prawa Morza ONZ, której działania początkowo zmierzały do całkowitej eliminacji strefy przyległej w związku z wyznaczeniem szerokości morza terytorialnego na 12 MM. Ostatecznie w opracowanej przez Konferencję Konwencji jamajskiej przewidziano możliwość wyznaczania przez państwa tzw. strefy przyległej, nieprzekraczającej 24 MM od linii podstawowych. Według stanu na 2008 24-milową strefę przyległą ustanowiły łącznie 44 państwa.

## Strefa przyległa w rozumieniu Konwencji jamajskiej
1. W strefie przyległej do swojego morza terytorialnego, zwanej strefą przyległą, państwo nadbrzeżne może wykonywać kontrolę konieczną do:
(a)  zapobiegania naruszaniu jego ustaw i innych przepisów celnych, skarbowych, imigracyjnych lub sanitarnych na jego terytorium lub morzu terytorialnym;
(b)  karania naruszeń takich ustaw i innych przepisów, dokonanych na jego terytorium lub morzu terytorialnym.
2. Strefa przyległa nie może sięgać dalej niż 24 mile morskie od linii podstawowych, od których mierzy się szerokość morza terytorialnego.

Oprócz przytoczonego powyżej art. 33. w odniesieniu do strefy przyległej istotny jest również art. 111., który w określonych przypadkach pozwala na rozpoczęcie pościgu jednostkom znajdującym się na tym obszarze.

## Morski pas przyległy a prawo polskie
W historii Polski 3-milowy pas przyległy poza 3-milowym morzem terytorialnym ustanowiony był dwukrotnie - w Rozporządzeniu Prezydenta Rzeczypospolitej z dnia 21 października 1932 r. o granicy morskiej Państwa oraz w Dekrecie z dnia 23 marca 1956 r. o ochronie granic państwowych. Poszerzenie szerokości morza terytorialnego do 12 MM w wyniku wejścia w życie Ustawy o morzu terytorialnym w dniu 1 stycznia 1978 spowodowało, że dotychczasowy pas przyległy znalazł się w obrębie morza terytorialnego. Nowego wyznaczenia pasa przyległego nie przewidziała także Ustawa z dnia 21 marca 1991 r. o obszarach morskich Rzeczypospolitej Polskiej i administracji morskiej. Jednakże z dniem 19 listopada 2015 r. weszła w życie nowelizacja Ustawy z dnia 21 marca 1991 r. o obszarach morskich Rzeczypospolitej Polskiej i administracji morskiej, gdzie w art. 2 ust. 1 ponownie ustanowiono strefę przyległą. Dokładny przebieg granicy strefy przyległej określa Rozporządzenie Rady Ministrów z dnia 13 stycznia 2017 r. w sprawie szczegółowego przebiegu linii podstawowej, zewnętrznej granicy morza terytorialnego oraz zewnętrznej granicy strefy przyległej Rzeczypospolitej Polskiej.